# Уаиги
Уаи́ги или ваюги (осет. Уæйгуытæ) — одни из самых главных персонажей в осетинском нартском эпосе.

## Мифология
Уаиги — это одноглазые великаны, имеющие семь голов, среди них есть даже стоголовые. Созданные Богом намного раньше нартов, уаиги были наделённые огромным ростом и силой; вели борьбу с нартами, но постоянно, несмотря на свою величину, терпели от них поражение, потому что были глупы и неуклюжи.
Некоторые персонажи нартского эпоса находились с уаигами в хороших, дружеских отношениях, среди них выделяется Ацырухс — дочь небесного божества Хура, — воспитывалась уаигами и жила в их семиярусном замке. В нартском эпосе наиболее часто упоминается уаиги Тыхыфырт Мукара и Елтаган. Нарты платили уаигу Тыхыфырту Мукаре дань в виде красивых девушек. Его в поединке убил Батрадз.
История другого уаига Елтагана связана со Сосланом, который шил шубу из скальпов нартов и убил Елтагана только из-за того, что у того были золотистые волосы, которые Сослан использовал на воротник шубы.
Известны также уаиги Алаф (который ходил к нартам на танцы и там калечил молодёжь), Бадзанаг, Мукара, Быбыц.